# Shamar Philippe
Shamar Philippe ist ein US-amerikanischer Schauspieler, Filmregisseur, Filmproduzent und Drehbuchautor.

## Leben
Philippe spielte 2007 in den Kurzfilmen The Asimov Incident und Nelly the Executioner mit. Als Theaterdarsteller wirkte er in Dallas im Pirate Theatre und Black Box Theatre an mehreren Stücken mit. So spielte er unter anderen im Pirate Theatre im Stück Dracula die titelgebende Hauptrolle. Von 2014 bis 2019 schrieb er für 52 Episoden der Fernsehserie Cheers 2 That! das Drehbuch. Von 2015 bis 2016 fungierte er zusätzlich in 30 Episoden als Produzent. Ab Mitte der 2010er Jahre wirkte er in mehreren Filmen des Filmstudios The Asylum mit. So war er 2016 im Tierhorrorfernsehfilm Ice Sharks – Der Tod hat rasiermesserscharfe Zähne in der Rolle des Eddie Westridge, 2017 im Film Air Speed – Fast and Ferocious in der Rolle des Matthew, 2018 in einer Nebenrolle in Avengers Grimm 2 – Time Wars sowie als Brandon in Flug 666 im selben Jahr. Anschließend folgten überwiegend Besetzungen in Kurzfilmen, ehe er 2021 im Fernsehfilm Diva Dads mitspielte. Für diesen Film war er zusätzlich als Produzent tätig. 2022 folgte eine Rolle im Spielfilm Me Little Me.

## Filmografie (Auswahl)

### Schauspiel
- 2007: The Asimov Incident (Kurzfilm)
- 2007: Nelly the Executioner (Kurzfilm)
- 2011: Celebrity Close Calls (Fernsehserie, Episode 1x02)
- 2014: And Scene (Kurzfilm)
- 2016: Ice Sharks – Der Tod hat rasiermesserscharfe Zähne (Ice Sharks, Fernsehfilm)
- 2017: Air Speed – Fast and Ferocious (The Fast and the Fierce)
- 2018: Avengers Grimm 2 – Time Wars (Avengers Grimm: Time Wars)
- 2018: Flug 666 (Flight 666)
- 2019: Wall of Flesh: A Vintage Comedy
- 2019: Mother’s Day (Kurzfilm)
- 2019: Man in Hoodie (Kurzfilm)
- 2020: Russ and Dru (Kurzfilm)
- 2021: Diva Dads (Fernsehfilm)
- 2021: Blessing (Kurzfilm)
- 2022: Me Little Me

### Produzent
- 2015: Un-Expected (Kurzfilm)
- 2015: Laid2 (Kurzfilm)
- 2015: Lookout (Kurzfilm)
- 2015–2016: Cheers 2 That! (Fernsehserie, 30 Episoden)
- 2019: Man in Hoodie (Kurzfilm)
- 2021: Diva Dads (Fernsehfilm)

### Drehbuchautor
- 2014–2019: Cheers 2 That! (Fernsehserie, 52 Episoden)
- 2015: Un-Expected (Kurzfilm; auch Regie)
- 2015: Laid2 (Kurzfilm; auch Regie)
- 2019: Man in Hoodie (Kurzfilm)

## Theater (Auswahl)
- Ideal Husband, Pirate Theatre
- Christmas Carol, Pirate Theatre
- Julius Caesar, Highland Theatre
- Arsenic and Old Lace, Black Box Theatre
- Darcula, Pirate Theatre
- Summer Brave, Black Box Theatre
- Night at the Improv, Black Box Theatre
- Brief Confessions, St. Clemens
- Malice in Wonderland, Trestage Theatre